# Last day of work
Last day of work és una empresa creadora de videojocs amb seu a Califòrnia, fundada en 2002 per Arthur Humphrey. La seva particularitat és que es tracta de jocs de temps real, on continuen succeint esdeveniments encara que l'equip estigui apagat. Són jocs d'estratègia i individuals que giren al voltant d'una illa màgica, Isola. El seu públic familiar l'ha fet rebre diversos premis, com el Parents' Choice Foundation Award, entre d'altres.

## Fish TycooniPlant Tycoon
En aquests dos jocs es tracta de reproduir les espècies extintes de peixos i plantes de l'illa d'Isola creuant les espècies existents, invertint en recerca i comprant accessoris per millorar l'aquari o l'hivernacle. Són jocs disponibles per a PC o Palm.

## Virtual Villagers
Aquesta saga de videojocs (cinc entregues) es basa a ensenyar els nàufrags a l'illa d'Isola habilitats per sobreviure i resoldre els engimes que planteja l'illa. Es pot ajudar els personatges a recollir fruita, construir edificacions, tenir fills o aprendre medicina, entre d'altres. La mecànica del joc l'apropa a la simulació a les diferents entregues, que exploren diferents parts de l'illa. Ha aparegut també una versió urbana, Virtual Families.